# Пантюховская волость
Пантю́ховская во́лость — историческая административно-территориальная единица Старобельского уезда Харьковской губернии с центром в слободе Пантюхина.
На 1862 год в состав волости входили:
- слобода Пантюхина;
- хутор Ганнусов;
- хутор Маляров;
- хутор Высочиновка

По состоянию на 1885 год состояла из 5 поселений, 5 сельских общин. Население — 3136 человек (1623 мужского пола и 1513 — женского), 399 дворовых хозяйств.
|                       | Площадь, десятин | В том числе пахотной, дес. |
| --------------------- | ---------------- | -------------------------- |
| Сельских общин        | 10078            | 9528                       |
| Частной собственности | —                | —                          |
| Другой собственности  | 181              | 181                        |
| В целом               | 10259            | 9709                       |

Основные поселения волости по состоянию на 1885 год:
- Пантюхина — бывшая государственная слобода в 75 верстах от уездного города, 1364 человек, 163 дворовых хозяйства, православная церковь, школа.
- Бондарёвка — бывшая государственная слобода, 497 человек, 72 дворовых хозяйства, православная церковь, молитвенный дом.
- Ганусовка — бывшее государственное село, 607 человек, 78 дворовых хозяйств, православная церковь.

Крупнейшее поселение волости по состоянию на 1914 год:
- слобода Пантюхина — 1850 жителей.

Старшиной волости был Мельник Фёдор Григорьевич, волостным писарем — Яровой Давид Евгеньевич, председателем волостного суда — Сохим Фёдор Андреевич.